# Plac Wolności w Bratysławie

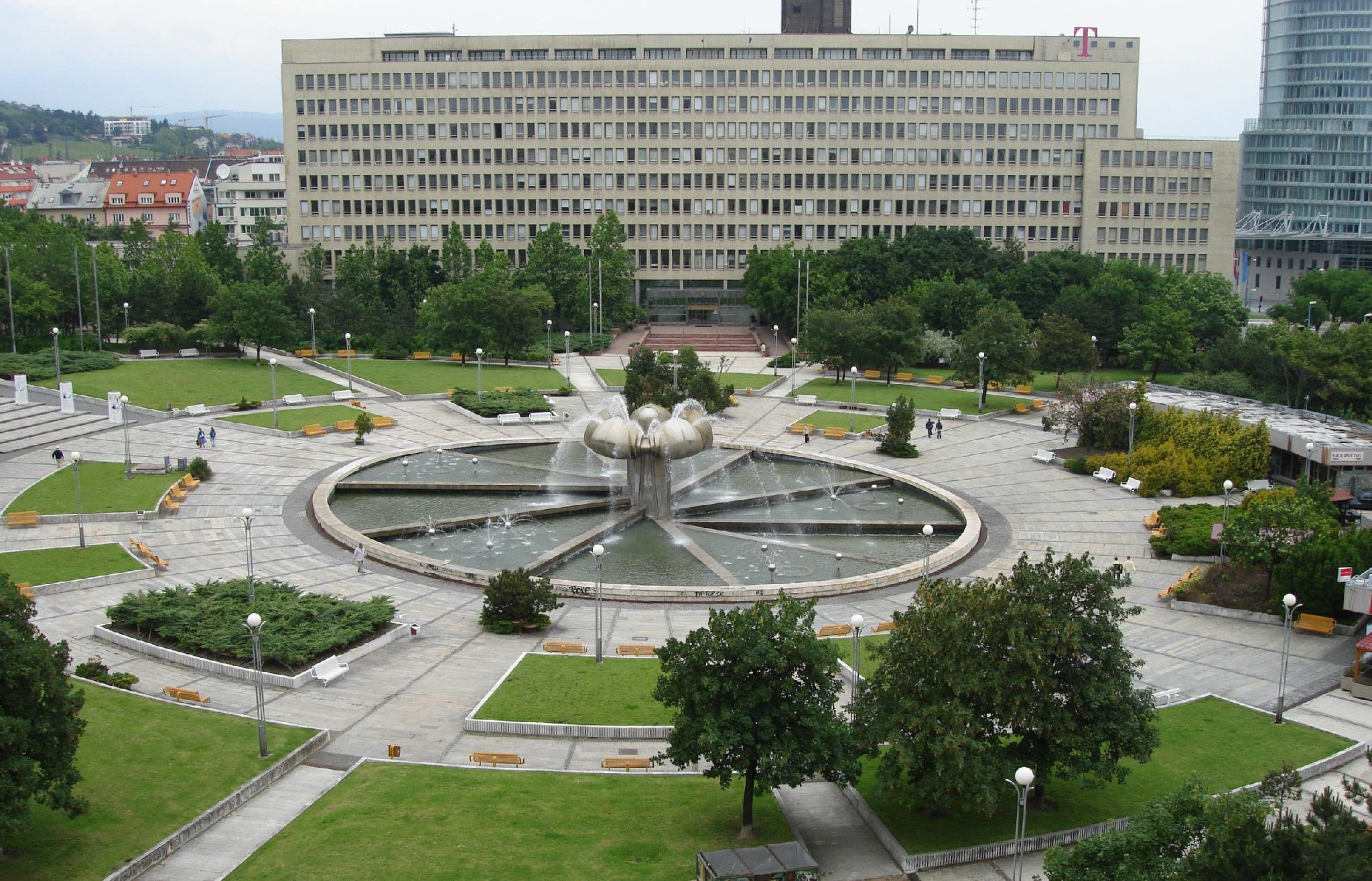
plac Wolności

Plac Wolności (słow. Námestie slobody) – jeden z najlepiej znanych placów w Bratysławie, na Słowacji. Leży w centralnej części dzielnicy Staré Mesto.
Na miejscu obecnego placu znajdowały się w okresie średniowiecza winnice. Plac prawdopodobnie powstał w XVII wieku, razem z letnim pałacem arcybiskupim. Obecnie jest to siedziba słowackiego rządu. Plac później został zmieniony w trawnik, który został przedzielony przez aleję drzew. Nazwano je Kniežacie lub Fürstenallee i Hercegfasor. 
Plac został w czasach socjalizmu nazwany Gottwaldovo na cześć pierwszego komunistycznego prezydenta Czechosłowacji Klementa Gottwalda, którego pomnik znajdował się na placu. Pałac poczty (największy budynek poczty na świecie) i budynki Słowackiego Uniwersytetu Technicznego zostały wybudowane w latach 1940 i 1950, zamykając plac ze wszystkich stron. Stoi tu największa fontanna w Bratysławie, która została zbudowana w 1980 roku. Był to jeden z pierwszych placów w Bratysławie, który zmienił nazwę po aksamitnej rewolucji w 1989 roku.